# アメリカ天文学会
アメリカ天文学会 (アメリカてんもんがっかい、英: American Astronomical Society, AAS) はアメリカ合衆国の学会である。本部はワシントンD.C.にあり、 天文学と近接領域の学問の進歩の推進と、天文学教育の推進の活動を行っている。

## 歴史
1899年にジョージ・ヘールの努力によって設立された。運営規則はヘール、ジョージ・コムストック、エドワード・モーリー、サイモン・ニューカム、エドワード・ピッカリングによって起草され、彼らによって理事会が構成され、ニューカムが初代会長となった。創立メンバーは114名であった。学会の名称は1915年まで決定されておらず、過去には「Astronomical and Astrophysical Society of America」という名称であった。この暫定的な名称以前には、「American Astrophysical Society」という名称が提案されていた。
現在の会員数は 7,000人を超え、6つの部会に分かれている。現代の天文学を構成している広い分野の学問に興味を持つ、物理学者、数学者、地球物理学者、エンジニアたちもメンバーとなっている。各部会は別々にミーティングを開くこともある。
小惑星(3654) AASはアメリカ天文学会にちなんで命名された。

## 部会
天文学の分野は多岐にわたるため、以下の複数の部会が作られている。
- 惑星科学部会（英語版） (Division for Planetary Sciences, DPS) - 1968年設立。惑星科学と太陽系の探査を担当。
- 天体力学部会（英語版） (Division on Dynamical Astronomy, DDA) - 1969年設立。太陽系から、宇宙論的スケールの超銀河団に至る天文学計の力学 (軌道、進化、歴史) に関する研究を担当。
- 高エネルギー天体物理学部会 (High Energy Astrophysics Division, HEAD) - 1969年設立。高エネルギー物理学を含む素粒子物理学、亜原子粒子、量子、一般相対性理論、重力場やそれに関連する事象についての研究を担当。
- 太陽物理学部会（英語版） (Solar Physics Division, SPD) - 1969年設立。太陽に関する研究、および太陽と太陽系・地球の相互作用についての研究を担当。
- 歴史的天文学部会 (Historical Astronomy Division, HAD) - 1980年設立。天文学の歴史に関連する事項、および天文学における現在の問題を解き明かすための歴史的な天文記録を用いた研究を担当。
- 実験室宇宙物理学部会 (Laboratory Astrophysics Division, LAD) - 2012年設立。理論的および実験的な基礎研究を推進し、人類の宇宙に対する理解を深めることを目的。

## 出版物
- アストロノミカルジャーナル
- Astronomy Education Review
- アストロフィジカルジャーナル
- Bulletin of the American Astronomical Society
- Icarus

## 賞
- ヘンリー・ノリス・ラッセル講師職 - 天文学の貢献に対して。
- Newton Lacy Pierce Prize - 観測天文学の若手研究者に贈られる。
- ヘレン・B・ワーナー賞 - 理論天文学の若手研究者に贈られる。
- ベアトリス・ティンズリー賞 - 天文学での革新的な業績に対して。
- Joseph Weber Award for Astronomical Instrumentation - 天文観測機器の進歩への貢献に対して。ジョセフ・ウェーバーにちなむ。
- ハイネマン賞天体物理学部門 - 米国物理学協会と共同で、天体物理学の業績に対して。
- ジョージ・ファン・ビースブルック賞 - 天文学への献身に対して。
- アニー・J・キャノン賞 - American Association of University Women と共同で優れた若手女性天文学者に贈られる。
- Chambliss Astronomical Writing Award - 学術界向けの天文学の書籍に対して。
- Chambliss Astronomy Achievement Student Award - 学部生および大学院生による模範的な研究に対して。
- Chambliss Amateur Achievement Award - アマチュア天文家による模範的な研究に対して。
- AAS Education Prize - 天文教育における優れた貢献に対して。

アメリカ天文学会の各部会も以下のように賞を授与している。
- ジェラルド・P・カイパー賞（惑星科学部会）- 生涯における惑星科学の業績に対して。ジェラルド・カイパーにちなむ。
- ハロルド・C・ユーリー賞（惑星科学部会）- 惑星科学の優れた若手研究者に対して。ハロルド・ユーリーにちなむ。
- マサースキー賞（惑星科学部会）- 惑星科学への優れた献身に対して。ハロルド・マサースキーにちなむ。
- ブラウワー賞（天体力学部会）- 生涯における天体力学の業績に対して。ディルク・ブラウワーにちなむ。
- ブルーノ・ロッシ賞（高エネルギー天体物理学部会）- 高エネルギー天体物理学の分野における最近の大きな寄与に対して。ブルーノ・ロッシにちなむ。
- LeRoy E. Doggett Prize（歴史的天文学部会）- 天文学の歴史の研究に対して。
- ジョージ・エラリー・ヘール賞（太陽物理学部会）- 生涯における太陽物理学の業績に対して。ジョージ・ヘールにちなむ。
- Karen Harvey Prize（太陽物理学部会）- 太陽物理学の優れた若手研究者に対して。

## 歴代会長
以下はアメリカ天文学会の会長を務めた人物である。
- サイモン・ニューカム (1899–1905)
- エドワード・ピッカリング (1905–1919)
- フランク・シュレシンジャー (1919–1922)
- ウィリアム・ウォレス・キャンベル (1922–1925)
- George Cary Comstock (1925–1928)
- アーネスト・ウィリアム・ブラウン (1928–1931)
- ウォルター・シドニー・アダムズ (1931-1934)
- ヘンリー・ノリス・ラッセル (1934-1937)
- ロバート・グラント・エイトケン (1937-1940)
- ジョエル・ステビンス (1940-1943)
- ハーロー・シャプレー (1943-1946)
- オットー・シュトルーベ (1946-1949)
- アルフレッド・ジョイ (1949-1952)
- Robert Raynolds McMath (1952-1954)
- ドナルド・メンゼル (1954-1956)
- ポール・メリル (1956-1958)
- ジェラルド・クレメンス (1958-1960)
- ライマン・スピッツァー (1960-1962)
- カーライル・ビールズ (1962-1964)
- レオ・ゴールドバーグ（英語版） (1964-1966)
- ベンクト・ストレームグレン (1966-1967)
- アルバート・ホィットフォード (1967-1970)
- マーティン・シュヴァルツシルト (1970-1972)
- バルト・ボーク (1972-1974)
- ロバート・クラフト (1974-1976)
- マーガレット・バービッジ (1976-1978)
- Ivan Robert King (1978-1980)
- David Sutphin Heeschen (1980-1982)
- Arthur Dodd Code (1982-1984)
- マーテン・シュミット (1984-1986)
- Bernard F. Burke (1986-1988)
- ドナルド・オスターブロック (1988-1990)
- ジョン・バーコール (1990-1992)
- Sidney C. Wolff (1992-1994)
- フランク・シュー (1994-1996)
- Andrea K. Dupree (1996-1998)
- Robert D. Gehrz (1998-2000)
- Anneila I. Sargent (2000-2002)
- Catherine Anderson Pilachowski (2002-2004)
- ロバート・キルシュナー (2004-2006)
- J. Craig Wheeler (2006-2008)
- ジョン・ハクラ（英語版） (2008-2010)
- Debra Meloy Elmegreen (2010-2012)
- David Helfand (2012–2014)
- Meg Urry (2015-2016)
- Christine Jones Foreman (2016-2018)
- ミーガン・ドナヒュー（英語版） (2018–2020)
- ポーラ・スコーディ（英語版） (2020–)